# Santa Cruz de El Seibo
Santa Cruz de El Seibo è un comune della Repubblica Dominicana di 68.063 abitanti, situato nella Provincia di El Seibo, di cui è capoluogo. Comprende, oltre al capoluogo, tre distretti municipali: Villa de Pedro Sánchez, San Francisco Vicentillo e Santa Lucía.

## Storia
La città fu fondata nel 1506 dal conquistatore della Giamaica, Juan de Esquivel, con il nome di Santa Cruz de Icayagua.